# Drosophila cilifera
Drosophila cilifera este o specie de muște din genul Drosophila, familia Drosophilidae, descrisă de Hardy și Kaneshiro în anul 1968. Conform Catalogue of Life specia Drosophila cilifera nu are subspecii cunoscute.